# استفانیا پاسارو
استفانیا پاسارو (ایتالیایی: Stefania Passaro؛ زادهٔ ۱۱ دسامبر ۱۹۶۳) بازیکن زن بسکتبال اهل ایتالیا بود. وی در بازی‌های المپیک تابستانی ۱۹۹۲ شرکت کرده‌است.